# Aegotheles savesi
Aegotheles savesi là một loài chim trong họ Aegothelidae.
Loài chim này là loài đặc hữu của rừng Melaleuca sa vẳn và rừng ẩm ướt của New Caledonia.